# Doppio whisky
Doppio whisky è l'undicesimo album in studio di Fred Bongusto, pubblicato nel 1974.

## Descrizione
I brani sono firmati da vari autori, compreso lo stesso interprete che partecipa alla stesura di 4 di essi. Gli arrangiamenti di 7 brani sono curati da Enrico Intra, quelli degli altri 4 da José Mascolo.
Dal disco vengono tratti i singoli Perdonami amore/L'amore (il cui brano sul lato B non fa parte dell'album), Tu sei così/Never Never e Doppio whisky/Dimmi che mi vuoi.

## Tracce

### Lato A
1. Perdonami amore
2. Never Never
3. Tiempo d'amore (feat. Gloria Christian)
4. Capri Capri
5. Il più bello e il peggiore

### Lato B
1. Tu sei così
2. Tie a Yellow Ribbon Round the Ole Oak Tree
3. Dimmi che mi vuoi
4. Mille storie di baci
5. Let Me Try Again
6. Doppio whisky